# 砂漠の黒薔薇
『砂漠の黒薔薇』（さばくのくろばら）は宝塚歌劇団のミュージカル作品。宙組公演。形式名は「レビュー・アラビアンナイト」。16場。
作・演出は酒井澄夫。本公演における併演作品は『GLORIOUS!!』。

## 解説
※『宝塚歌劇100年史（舞台編）』の宝塚大劇場公演参考。
昔々のアラビア、バルク王国。母の死後、放浪の旅に出ていたアリシャール王子が王宮に戻ると、王国の父王の妃・ジャミラと大臣・カシム一味に乗っ取られそうになっていた。アリシャール王子は義賊"砂漠の黒薔薇"に扮し、一味の陰謀を暴こうとするが、王子を愛する隣国のマリヤーナ姫はカシムたちの秘密を知り、命を狙われる。アラビアの王国を舞台に、義賊の誉れ高い怪盗"砂漠の黒薔薇"の活躍を描いた作品。
トップスター・姿月あさとの宝塚サヨナラ公演。

## 公演期間と公演場所
- 2000年1月1日 - 2月8日（新人公演：1月18日）　宝塚大劇場[1]
- 2000年3月24日 - 5月7日（新人公演：4月4日）　TAKARAZUKA1000days劇場（東京）[2]

## スタッフ
※氏名の後ろに「宝塚」、「東京」の文字がなければ両劇場共通。
- 作曲・編曲：吉田優子[1]/鞍富真一[1]
- 音楽指揮：大谷木靖[1]
- 振付[1]：羽山紀代美/若央りさ
- 殺陣：清家三彦[1]
- 装置[1]：石濱日出雄/関谷敏昭
- 衣装：有村淳[1]
- 照明：勝柴次朗[1]
- 音響：加門清邦[1]
- 小道具：伊集院撤也[1]
- 効果：木多美生[1]
- 演技指導：美吉左久子[1]
- 歌唱指導：楊淑美[1]
- 演出補：中村一徳[1]
- 演出助手：鈴木圭[1]
- 小道具補：石橋清利[1]
- 舞台進行：恵見和弘[1]
- 舞台監督[2]：藤村信一（東京）/宮脇学（東京）/香取克英（東京）/林田勇吾（東京）
- 舞台美術製作：株式会社宝塚舞台[1]
- 演奏：宝塚管弦楽団（宝塚）[1]
- 録音演奏：宝塚管弦楽団（東京）[2]
- 制作：木場健之[1]
- 演出担当（新人公演）：鈴木圭[1][2]

## 宝塚における休演者
- 麻生あくら[1]

## 主な配役
※下記のデータは宝塚・東京共通。「（　）」は新人公演。
- アリジャール王子、黒薔薇 - 姿月あさと（久遠麻耶）[1]
- マリヤーナ姫 - 花總まり（遠野あすか）[1]
- ヤワン - 和央ようか（月船さらら）[1]
- ゼリム - 湖月わたる（初嶺まよ）[1]
- シャイザ - 樹里咲穂（悠未ひろ）[1]
- ミスカー - 陵あきの（美風舞良）[1]
- マルシナー姫 - 南城ひかり（美羽あさひ）[1]
- ハルン王子 - 夢輝のあ（華宮あいり）[1]
- ジャミラ妃 - 出雲綾（久路あかり）[1]
- バハルル - 大峯麻友（夢大輝）[1]